# 巡視船

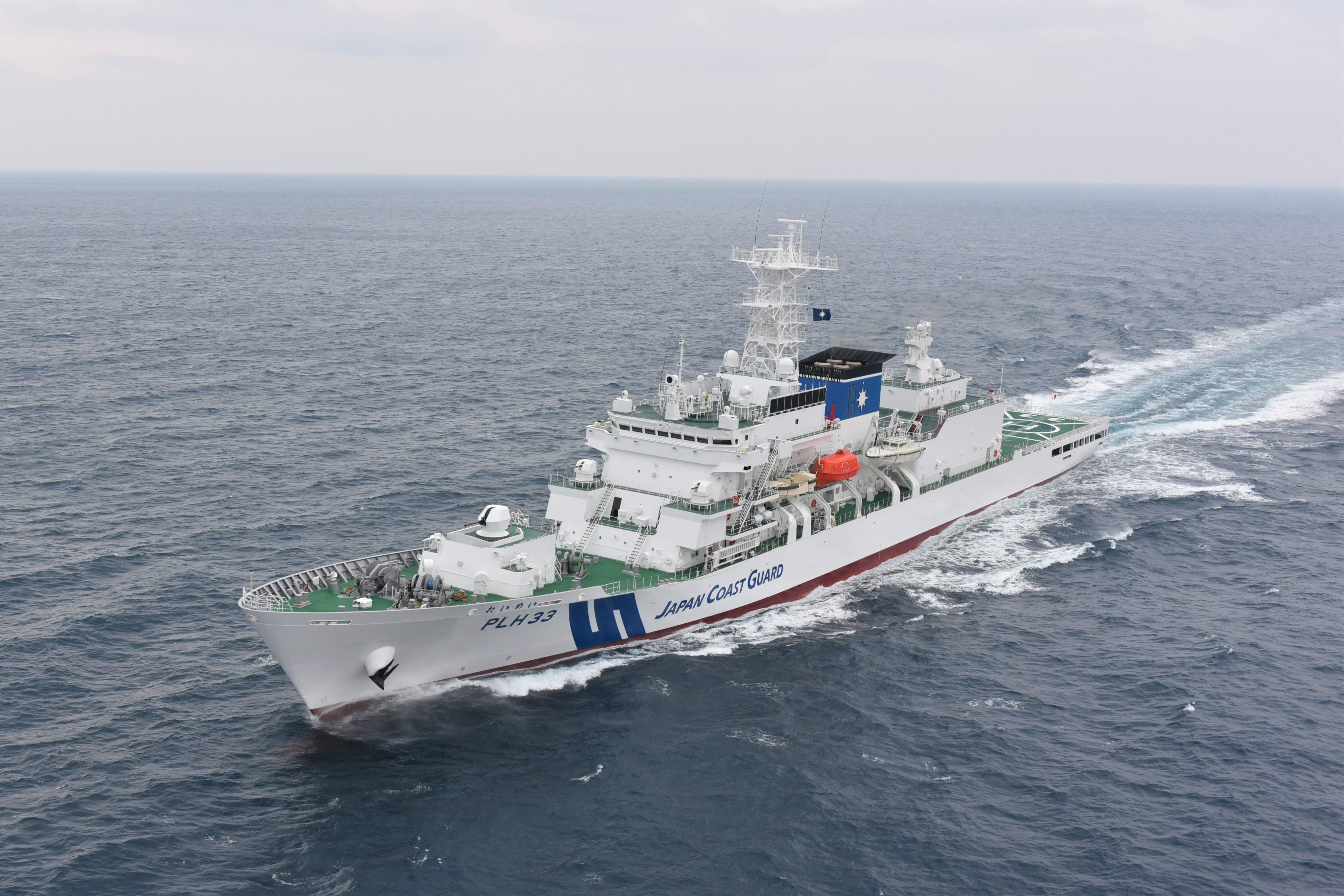
ヘリコプター1機搭載型巡視船「れいめい」

巡視船（じゅんしせん）は、海上保安庁が所有する船舶のうち警備・救難などの任務に従事するものである。基地周辺海域で同様の任務に従事する小型のものは「巡視艇」として区別される。公式の英語呼称はPatrol vesselだが、最初期にはPatrol boatとも称されており、現在でも報道などで用いられることがある。
現在、海上保安庁が保有している巡視船については海上保安庁の装備品一覧に、歴代の所属船艇については海上保安庁船艇一覧にそれぞれ一覧化されている。

## 沿革

### 創設期（占領下: 1940・50年代）
1948年5月1日に連合国軍占領下の日本で洋上警備・救難および交通の維持を担当する文民組織として海上保安庁が設立された。発足当時の保有船艇のうち、巡視船は木造の駆潜特務艇（ASC型）28隻と敷設特務艇1隻の29隻に過ぎなかった。船艇勢力の拡充は急務であり、連合国軍最高司令官総司令部（GHQ/SCAP）当局その他に精力的に働きかけた結果、昭和23年（1948年）度中に老朽船ながら巡視船7隻の取得に成功したものの、うち1隻は衰耗が著しく使用に耐えられないとして同年度中に解役せざるをえなかった。
昭和24年（1949年）度に、GHQ/SCAP当局の管理下にあった旧海軍艦艇のうちASC型7隻および飛行機救難船（ARB型）11隻の使用許可が出たほか旧海軍の曳船4隻を取得し、計23隻を巡視船に編入した。大蔵省から旧海軍工作船「みうら」の所管替えを受けるとともに、終戦時に建造中だった旧海軍の特務艇を取得して建造を再開して「かばしま」として竣工させ、これらも巡視船に編入した。
昭和24年度予算では、初の船舶新営費として6億1,569万4,000円が成立して船艇の新造も実現した。1949年4月に造船所17社の技術者を中心として海上保安庁船舶設計審議会が発足し、国内造船所の全面協力のもと船艇に関する検討が開始された。この当時はGHQ/SCAPが強く介入しており、武装した海上保安機構に対する極東委員会の反発を考慮して巡視船が軍事用ではないと明確にするため、排水量1,500トン以下、最大速力15ノット以下に制限されていた。日本は独自設計で船艇を建造する方針であったがアメリカ沿岸警備隊（USCG）の艦船をベースとするように変更され、日本は極めて不足していたPL・PMの整備に重点を置く方針であったが、PSの建造数を増やすよう指導された。
昭和24年度計画からカクタス級設標船をタイプシップとした700トン型PL（だいおう型）と、セティス級カッターをタイプシップとした450トン型PM（あわじ型）の建造が開始された。昭和25年度以降は700トン型の建造が中止されて450トン型は改正型のれぶん型へ移行し、アクティブ級哨戒艇をタイプシップとした270トン型PS（くま型）の建造が開始された。朝鮮戦争が勃発して1950年7月8日に「マッカーサー書簡」が発出されると、10月23日に「海上保安庁法等の一部を改正する政令」が制定されて海保の全般的な体制強化を図る。巡視船も2次にわたり増強されて450トン型13隻と270トン型14隻が追加された。

### 更新充実期（主権回復後：1950 - 70年代）
1952年にサンフランシスコ平和条約が発効して日本国は主権を回復した。国防を担当する組織と海上保安組織の役割分担を巡る調整が難航して昭和27年（1952年）度予算の船艇建造は見送られたが、1952年8月に警備隊が発足して海上保安庁の地位が整理され、昭和28年（1953年）度計画から船艇建造が再開された。昭和28年度計画の巡視船は、待望のPLである1,200トン型に加えて450トン型および270トン型の代替として600トン型および350トン型が計画されたが、海保の予想以上に査定が厳しく1,200トン型と600トン型はすべて削除され、350トン型のみが相当にスペックダウンされたとかち型として建造された。更に、中央気象台の気象観測船として運用されていた旧海軍海防艦5隻が海保へ所管換となり、おじか型PLとして就役した。
昭和29年（1954年）度計画で、改350トン型として動揺性能の向上を図った「てしお」が建造されたものの量産には至らず、昭和30年（1955年）度計画からやはぎ型、昭和35年（1960年）度計画から改2-350トン型としてまつうら型が建造された。上記の旧海軍海防艦はいずれも老朽化が著しく早期に代替されることになり、昭和36・37年度で900トン型（のじま型）、昭和38年（1963年）度で1,100トン型（こじま）、昭和39・40年度で改900トン型（えりも型）がそれぞれ建造された。昭和41と42年度にマリアナ海域漁船集団遭難事件を契機とした2,000トン型（いず型）2隻が建造された。
占領下に整備された大量の初期建造船も早期のフェードアウトが要望され、昭和47と48年度計画で700トン型の代替となる改2-900トン型（だいおう型）2隻が建造された。350トン型は昭和43年（1968年）度計画で建造を開始した改3型（くなしり型）で従来の450トン型に匹敵するサイズまで大型化したことから、既存の350トン型とあわせて一括してPMに区分変更された。これらは270トン型および450トン型を順次に代替し、昭和48年度計画から発展型の改4型（びほろ型）の建造が開始されて270トン型はほぼ淘汰された。
巡視艇では性能不足だが水深が浅く270トン型は配備できない港湾へ向けて、昭和36年度から130トン型（ひだか型）の建造が開始され、特殊な波浪条件の港湾向けの特130トン型も並行して建造された。1974年の第十雄洋丸事件の教訓を踏まえた特殊用途の巡視船として、昭和52・53年度で特350トン型（たかとり型）が建造された。

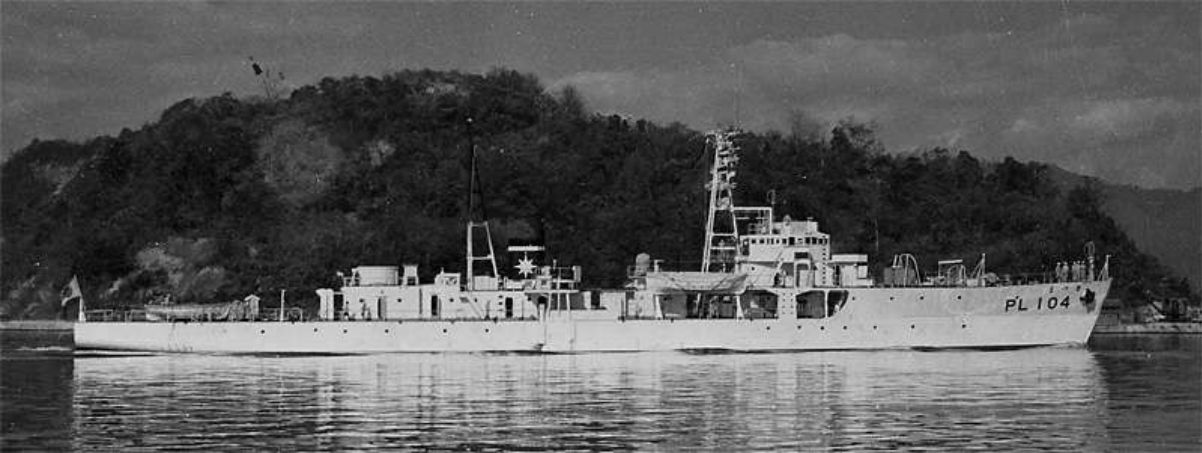
おじか型PL「さつま」
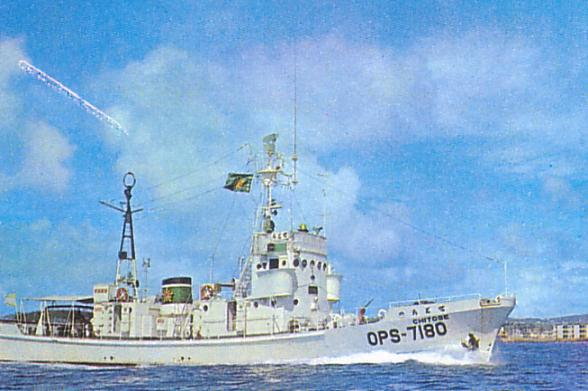
ひだか型PS「ちとせ」

### 新海洋秩序時代（1970 - 90年代）
新海洋秩序の確立を目指して1973年に第三次国連海洋法会議が開幕、協議・調整を経て1977年に世界の主要国が200海里の排他的経済水域を制定し、日本も領海法および漁業水域に関する暫定措置法を施行した。この結果、海保が警備すべき海洋面積は、領海だけで従来の約4倍、漁業水域を含めると50倍に拡大した。また1978年4月に突如として武装した中国漁船団が尖閣諸島周辺海域に出現して一部が領海に侵入する事件が発生し、竹島周辺海域でも大韓民国当局が日本漁船に退去勧告を行う事案が発生するなど、新秩序対応とあわせて領海警備能力の強化も求められた。
これらの情勢を踏まえて機動性の高いヘリコプターを搭載した巡視船（PLH）が導入されることになり、まず昭和52年（1977年）度に「宗谷」代船として「そうや」が導入されたのち、同年度補正予算からはつがる型の建造が開始された。1979年にSAR協定が採択され、特に北太平洋海域の広域哨戒体制も整備する必要が生じ、昭和58・61年度に船型を拡大して搭載数を2機に増やした2機搭載型（みずほ型）2隻も建造された。大型巡視船団の拡充も急務となり昭和52年度補正計画で、改2-900トン型を発展させた1,000トン型（しれとこ型）の建造が開始されて450トン型の代替も兼ねた。PMも昭和54年度計画から、改4-350トン型をベースに発展させた500トン型（てしお型）の建造が開始された。
領海侵入船や密漁船の高速化に加えて1985年に日向灘不審船事件も発生し、領海警備用の高速巡視船の整備も図られた。特130トン型の代船として昭和62年（1987年）度から180トン型（みはし型）の建造が開始され、平成4年（1992年）度から船体をわずかに延長したびざん型へ移行し、平成3年（1991年）度から350トン型（あまみ型）の建造も開始された。
洋上航空運用能力の拡充に対応し、昭和62年度で建造された1,000トン型（のじま）は、PLながらヘリコプター甲板を設置してヘリコプターと連携する高度な海難救助作業が可能とされ、平成元年度から小改正を加えたおじか型の建造が開始された。海上保安大学校の練習船として平成2年（1990年）度計画で建造された3,000トン型（こじま）、阪神・淡路大震災の教訓を踏まえた災害対応型として平成7年（1995年）度第1次補正計画で建造された3,500トン型（いず）両船も、PLながらヘリコプター甲板を備える。
平成元年（1989年）度補正予算で、ヨーロッパから返還プルトニウム輸送の護衛を任務するヘリコプター2機搭載型として「しきしま」が建造された。

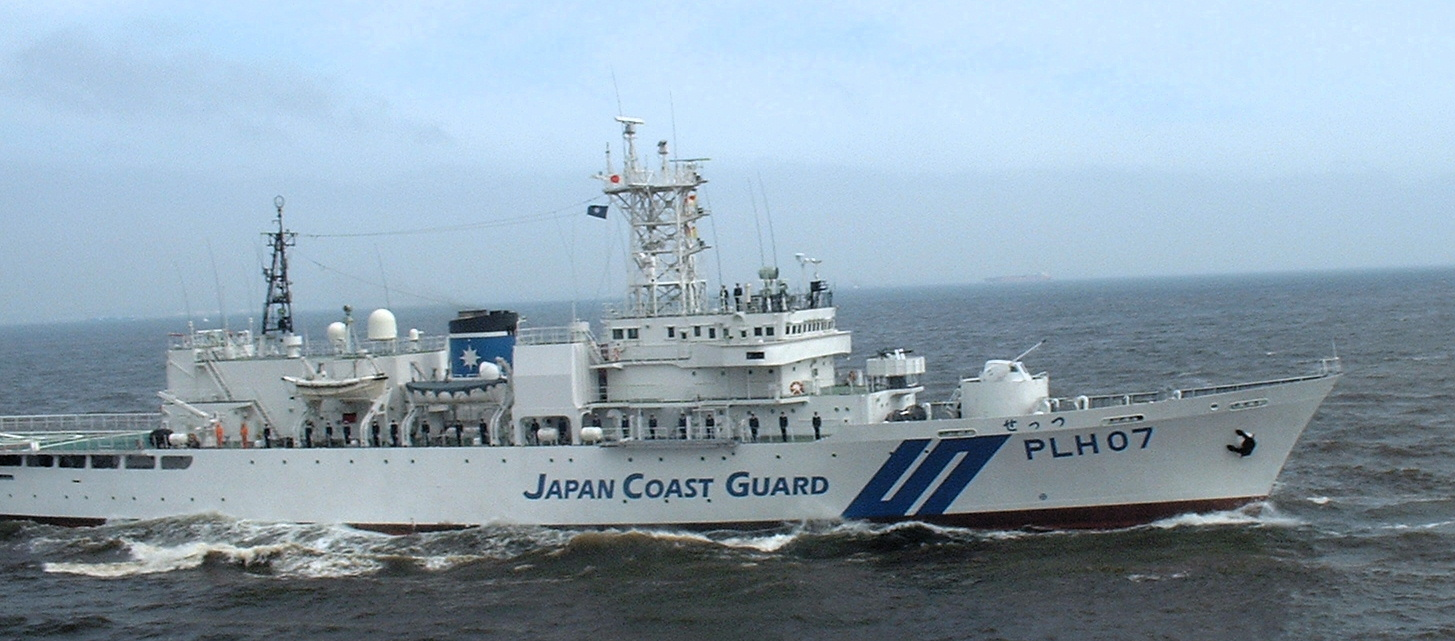
つがる型PLH「せっつ」
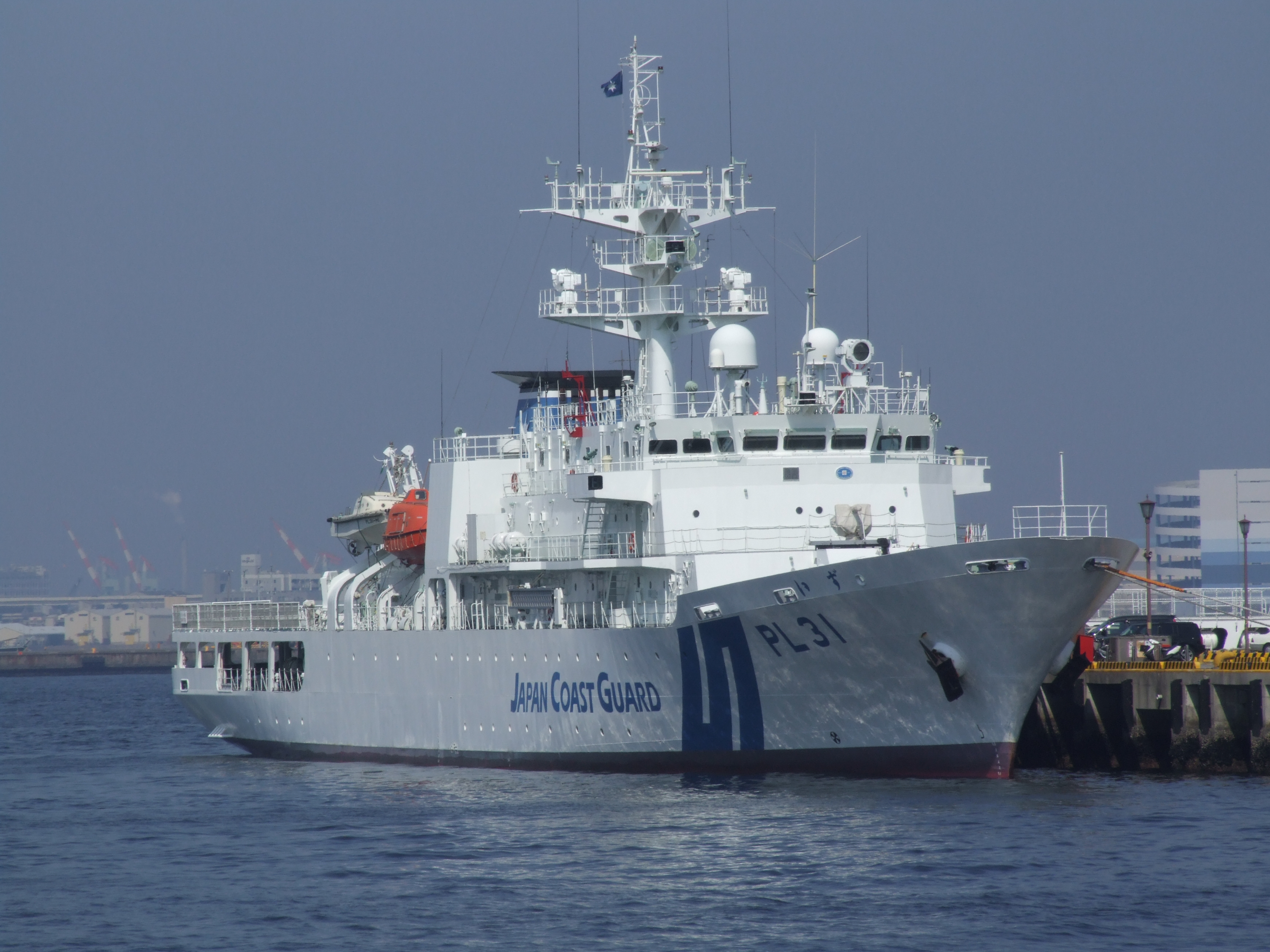
PL「いず」

### 工作船対処と尖閣警備（1990年代 - ）
1999年の能登半島沖不審船事件と2001年の九州南西海域工作船事件は巡視船艇の設計思想に大きく影響した。能登半島沖不審船事件直後から、180トン型PSを発展させて不審船を上回る速力と運動性能を備えた高速特殊警備船（つるぎ型）の建造が開始され、九州南西海域工作船事件後に優れた耐航性や装備を備えた高速高機能大型巡視船として1,000トン型（あそ型）および2,000トン型（ひだ型）が建造された。平成13年度計画からは、350トン型PMも高速化したとから型へ移行した。
2004年3月に発生した中国人活動家の魚釣島不法上陸事案を契機に、1,000トン型としては、平成17年（2005年）度から警備機能を重視したはてるま型の建造が開始された。平成21年（2009年）度補正計画で汎用型のくにがみ型が建造され、平成22年（2010年）度補正計画から多少小型化したいわみ型の建造が開始され、東日本大震災の教訓を踏まえて同型3番船以降は防災機能の強化が図られた。尖閣領土領海問題、マラッカ海峡やソマリア沖の海賊などを考慮して、平成22年度計画で「しきしま」に準じた設計のPLHとして「あきつしま」が建造された。
中国公船の徘徊や領海侵入等の事案や大和堆周辺海域などで外国漁船の違法操業など海域で事案が多発し、2016年12月に「海上保安体制強化に関する方針」が閣議決定された。巡視船は、PLHは「あきつしま」の系譜に属する6,500トン型のれいめい型、一回り小さい6,000トン型のしゅんこう型、PLは3,500トン型のみやこ型を建造し、くにがみ型の建造も再開された。また令和7年（2025年）度の概算要求では、海上警備拠点として多数のヘリコプターや舟艇の運用能力を備えるとともに、南海トラフ巨大地震や台湾有事など非常時の避難民輸送も想定した過去最大規模の多目的巡視船として30,000トン型巡視船の建造が盛り込まれた。
なお平成26年（2014年）度計画からは、老朽化した500トン型を更新するためにかとり型の建造が開始されたが、尖閣情勢などの重要事案に備えてPLに匹敵する航洋性と高速性が求められ、PLの業務もある程度肩代わりできる大型PMとなった。

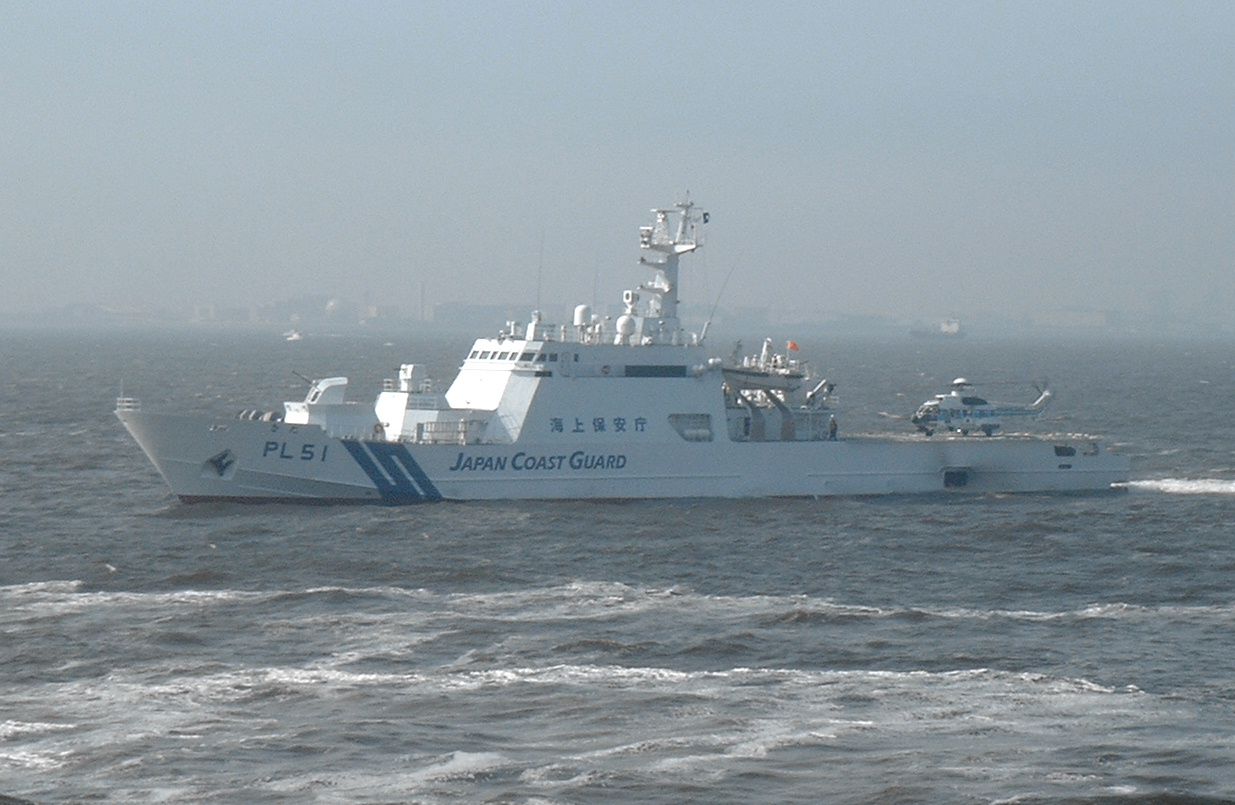
2,000トン型（ひだ型）PL「ひだ」
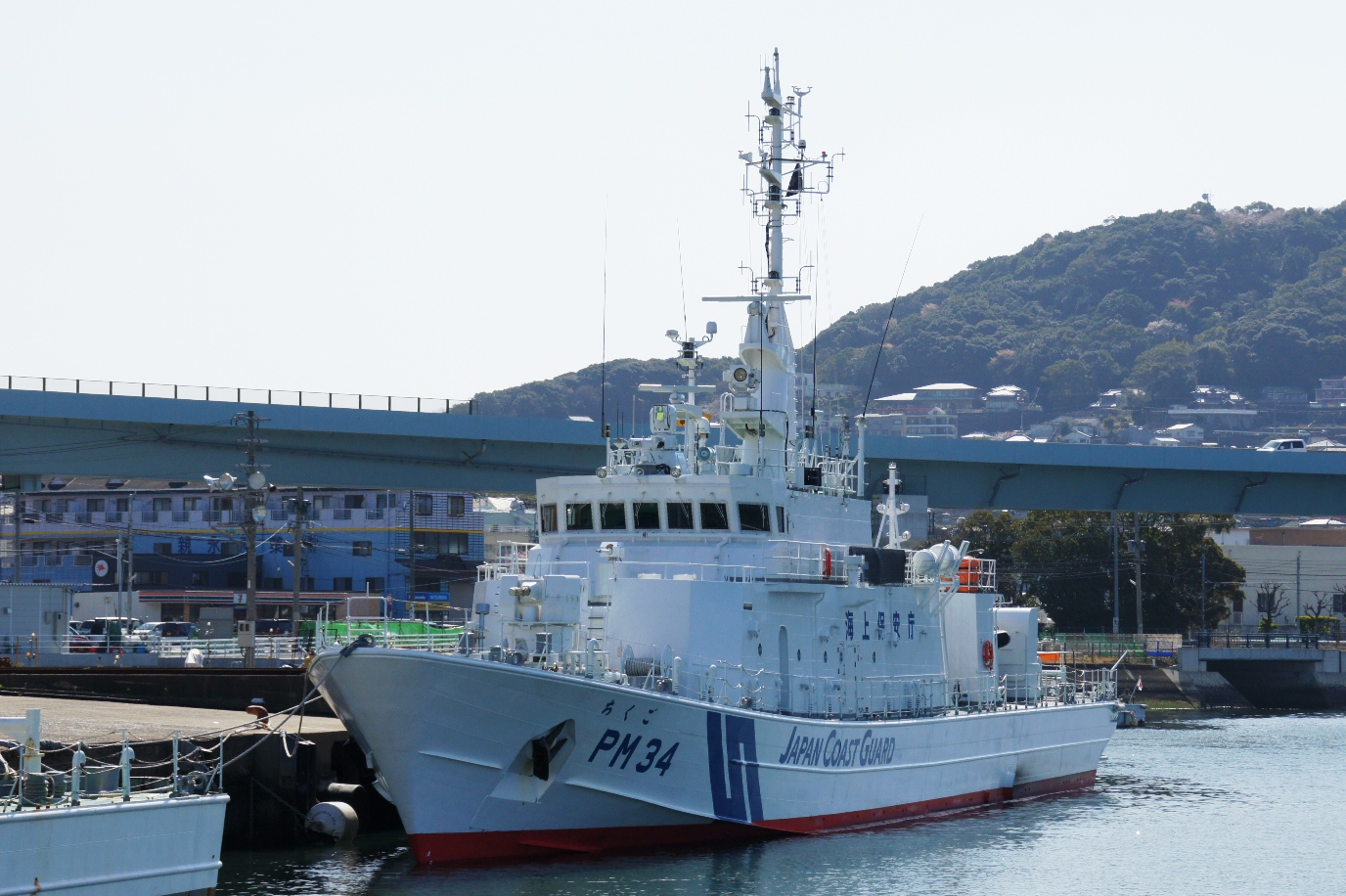
350トン型（とから型）PM「ちくご」

## 乗員の職制

### 船長と業務管理官
巡視船の船長は船全般を統括する。操船は海技免状が必要であることから航海科出身者が務め、1,000トン型以上の大型巡視船の場合は二等海上保安監が務める。海上保安大学校や海上保安学校の特修科出身者の最後のポストとなることも多く、陸上勤務を志向しない海上保安官が海保人生を締めくくる一つのかたちでもある。
業務管理官は、PLH・PL・PMなど大・中型の巡視船で船長に次いで業務と船務を担う。業務の多様化に伴い船長の負担が増大し、対応策として1986年から導入された制度で、「ギョーカン」とも俗称される。船長と同階級者が配置されるが、船長とは異なり資格に連動しないことから、機関科、通信科、航空機パイロット出身者などが就くこともある。船長が執務困難な場合の職務代行者は、業務管理官ではなく航海長とされている。

### 船務と業務
船長と業務管理官の下、航海、機関、通信、主計、運用指令の各科に長が配置され、船を運航する船務を担う。PLHは航空長も置かれてパイロットや整備士などが配置される。運用指令科は2011年4月に新設された部署で、船の運航に直接関わらない情報収集や分析、事案対処方針の企画立案や調整面で船長を補佐する。大型巡視船であれば置くことのできるポストだが、全ての船に置かれているわけではない。一方、以前は砲術科が設置されている巡視船も多かったが、現在ではほぼ見られなくなり、武器類の扱いは航海科が所掌している場合が多い。ただし砲術士補が配属されている船はある。
一般哨戒中の巡視船は、主計科を除く各科の職員を3班に分けて1班が4時間ずつの当直（ワッチ）勤務を繰り返す三直当直を原則とする。ただし巡視船艇特有の事情として、船務以外にも立入検査や海難救助、捜査などの業務があり、このための打ち合わせや書類作成などの業務が多いため、四直当直として非番の間にこれらの業務を行っている場合もある。出入港時や狭水道通過の際は不測事態に備えて総員配置となる。海難救助や立入検査のような警備救難業務を行う場合も各科を一時的に解消して業務処理班を編成して総員で対応するため、巡視船の乗員は当直勤務と業務処理班勤務の一人二役を複雑に繰り返す。特別な業務にあたる巡視船は潜水士や特別警備隊員が乗船し、これらの人員も運航要員と兼務とされる。

### 特別な業務にあたる巡視船
潜水指定船
水面下における行方不明者の捜索や転覆船の状況調査等の潜水業務を行うための巡視船で、潜水士が配置されている。各管区の潜水指定船のうち1隻は、高度な知識と技術を要する特殊海難などに対処するために体制を強化した救難強化巡視船とされる。
警備実施等強化巡視船
違法・過激な集団による海上デモや危険・悪質な事案、テロ警戒等に対応するため、必要な知識、技能及び装備を備えた特別警備隊が配置されている。
練習船
海上保安大学校・海上保安学校は近隣の海上保安部に配属された巡視船の派遣を受けて練習船として運用しているが、それぞれ海保大・海保校の近くを定係場所としている。

## 標記・標識

### 船体表示
巡視船の船名は平仮名書きを原則とする。船名と番号は船首両舷に左横書きし、船首船名と番号および下記のS字章、「JAPAN COAST GUARD」の標記は青色（マンセル記号5PB 3/8）、船籍港名は黒色でそれぞれ塗装する。かつては白色船体に黒字船名、煙突に濃紺地で白色コンパスマークを記したが、1984年7月21日にS字章が採用されて船首付近に記載し、船尾船名は真鍮文字板（厚さ5mm）地金磨出しでライナー（SUS304 6t - 9t）を船尾外板に溶接付けした上に取付ける。

### 記号と数字
巡視船は発注時点で番号を付与するが、区分標識の記号と一貫番号の数字から構成される。
記号は、当初は不法入国船舶監視本部が制定したものを踏襲して巡視船はPB（Patrol Boat）に区分されていたが、1949年10月24日付の海上保安庁達第54号でPL（大型）・PM（中型）・PS（小型）の区分が新設された。10月15日から区分変更が進められ、PBの区分は1950年7月1日に廃止された。当初、PLは1,000トン以上、PMは500トン以上、PSは500トン未満とされていたが700トン型がPLに区分されるなど制定直後から死文化していたことから、1951年8月17日に海上保安庁達第34号で番号の付与標準が改正されて1951年4月1日からPLは700トン型以上となり、PMとPSの境界線も450トン型に変更された。1968年9月28日の海上保安庁訓令第20号でPMとPSの境界線が350トン型に変更され、消防船（FL）の種別が新設されて11月1日から適用された。
番号は、当初は巡視船籍への編入の順に付与されるのみだったが、1954年5月1日に体系的に整理されることになり、海保による新造船は01から99までの2桁、在来船（海保による改造船を含む）は100以降の3桁の数字で表されるようになり、更に各々の区分記号のなかにおいて、一定の船型ごとにグループを形成するように数字が付されるようになった。ただし、新海洋秩序対応体制に伴う整備に着手した昭和52年度以降は、在来船艇の消滅を見越してか、かなり思い切った番号の付与が行われるようになり、例外も多くなった。例えば1,000トン型PLでは従来の900トン型PLと区別するため101番から始めているほか、PLHでも、従来の1機搭載型と区別するため、2機搭載型では21番から始めている。

### 船名の由来
創設期の巡視船の船名は、ASC型は不法入国船舶監視本部の監視船となったときに命名された鳥の名がそのまま受け継がれており、また海保発足以降に編入された在来船も、ARB型が一応「千鳥」名に統一され、ASC型も既就役船に倣ったほかは、編入以前の船名のままで使用していた。
その後、昭和24年度計画より新造が開始されるのに伴い、上記の1949年10月海上保安庁達第54号によって船名の付与標準が定められて、PL型は河川、PM型は岬、PS型は島の名前から命名されることとなった。しかしこの海上保安庁達で定められた付与標準は、番号について死文化していたのは上記の通りだが、船名についても、270トン型PSが河川名から命名されるなど死文化していたことから、1951年8月海上保安庁達第34号による改正の際に命名標準は廃止されて、おおむねそれまでの実例が慣例化されて用いられるようになった。
現在では、基本的に下表の原則に基づいて、語呂のよさや知名度、配属地において親しまれるなどの地域性も考慮して命名される。船名は船舶法に基づいて登録することになっており、みだりに変更することはできないが、このように地域性を帯びた船名の場合、配属替えに伴って変更されることもある。
| 記号 | 船型          | 船名標準                    |
| ---- | ------------- | --------------------------- |
| PLH  | ヘリ2機搭載型 | 旧国名（日本国の総称）      |
| PLH  | ヘリ1機搭載型 | 海峡・山・旧国名            |
| PL   | 3,500トン型   | 半島・岬                    |
| PL   | 3,000トン型   | 半島・岬                    |
| PL   | 2,000トン型   | 半島・岬・湾 ・島・海岸・山 |
| PL   | 1,000トン型等 | 半島・岬・湾 ・島・海岸・山 |
| PM   | 500トン型     | 河川                        |
| PM   | 350トン型等   | 河川・島                    |
| PS   | 220トン型     | 山                          |
| PS   | 180トン型     | 山                          |
| PS   | 130トン型     | 山                          |
| FL   | 消防船        | 龍                          |

## 法的な地位
海上保安庁法第25条により、海上保安庁は憲法上の軍隊ではなく、国際法上の軍隊でもない。武力紛争法は紛争当事国の国際法上の軍隊以外の組織を文民機関としており、海上保安庁も文民機関と扱われる。
海上保安庁が運用する巡視船は、文民の船舶と同様に攻撃から一般的保護を受ける一方、敵対行為に直接参加するか軍事目標の定義を満たす場合は合法的攻撃目標となる。海戦法規では、敵対行為に軍事情報の送信が含まれると解され、巡視船は哨戒を恒常的に任務とするため注意を要する。第一・二次世界大戦の際に商船が武装することは臨検拒否とみなされて対商船攻撃の理由の一つとされたが、同様に武装した巡視船も攻撃対象とされる指摘がある。
自衛隊法第80条第1項により海上保安庁の全部または一部を防衛大臣の統制下に組み込む規定はあるが、これをもって軍隊への編入と解釈するか否かは海上保安庁が付与される任務を考慮する必要がある。防衛大臣の統制下に入りつつも従来どおりの海上警察任務に専念させる場合は、非軍隊のままであると考えられる。付与される任務に関わらずジュネーヴ諸条約第一追加議定書に従い軍隊編入を通報した場合は、国際法上の軍隊化を否定できない。

## 海外供与
海上保安庁は日本のシーレーン安全確保に関連して各国の海上保安機関能力向上のため、巡視船艇も供与している。防弾措置が施されている巡視船艇は輸出貿易管理令における「軍用船舶」であり武器輸出三原則に抵触するが、軍用目的に転用しないことを条件に政府開発援助の一環として船艇の供与を開始した。
インドネシア
インドネシア海上警察が保有・運用する。日本政府が無償供与した巡視艇3隻は、98トン、30ノット以上の性能を有するもので2008年から運用を開始した。両国の鳥であるタカ、ハヤブサ、アニス・マドゥの名が付され、2014年現在もマラッカ海峡の海賊対策などに運用されている。
ジブチ
2015年、20 m級の新造巡視艇2隻を供与した。
スリランカ
2018年、30 m級の新造巡視艇2隻を供与した。
パラオ
2018年、40 m級の新造巡視船1隻を供与した。
バングラデシュ
2018年、20 m級の新造巡視艇4隻の供与を発表した。
フィリピン
2016年から18年にかけて40 m級新造巡視船10隻を供与した。2016年には、90 m級の新造大型巡視船2隻（テレサ・マグバヌア型巡視船）を供与することを発表。そのための円借款貸付契約が2016年に結ばれ2022年に供与した。
ベトナム
6隻の新造巡視船を供与することを2017年に発表。そのための円借款貸付契約が2020年に結ばれた。
マレーシア
2017年に2隻の解役巡視船（「えりも」「おき」）を武装撤去の上で供与した。